# Windows Live Messenger
For ældre versioner af denne software, se MSN Messenger.
For instant messaging klienten inkluderet i Windows XP, se Windows Messenger.
Windows Live Messenger var en såkaldt instant messaging-klient fra Microsoft til chat i realtid med operativsystemet Windows. Før version 8.0 hed klienten MSN Messenger (1999-2005), men fik herefter tilføjet ordet Live i midten af navnet, da Microsoft gjorde den til del af deres nye Windows Live programserie (2005-2014). I daglig tale blev klienten dog som regel stadig blot omtalt som MSN eller Messenger. Der blev lavet en række udvidelser til programmet, hvor man fx kan fjerne bannerreklamen fra hovedvinduet i Windows Live Messenger.

## Lukning
I 2012 annoncerede Microsoft, at alle Messenger-brugere ville blive flyttet over på Skype, som firmaet kort forinden havde købt for 50 milliarder kroner. I Danmark og resten af Europa, samt USA blev adgangen til Messenger slukket i begyndelsen af 2013. Kineserne fik dog mulighed for at fortsætte med at bruge Messenger helt indtil November 2014. Forsøger man at downloade chatklienten hos Microsoft, bliver man i dag mødt af en opfordring om at bruge Skype i stedet.

### Specifikationer
Udover selvfølgelig at kunne have en instant-message-samtale med andre personer havde Windows Live Messenger blandt andet følgende funktioner:
- Video-samtale

Ved hjælp af Windows Live Messenger og et ganske almindeligt webcam var man i stand til at kunne snakke med andre direkte, og samtidigt se hinanden.
- Lyd-samtale

Hvis man kun havde en mikrofon, eller et headset, kunne man også nøjes med blot at snakke med folk i den anden ende.
- Spil

Man kunne også spille udvalgte spil, mod sine venner, i samtale-vinduet. Blandt disse var der blandt andet kabaleopgør, kryds og bolle og dam.
- Blink

I de nyere versioner af Messenger var der mulighed for såkaldte blink, som var små animerede filmklip man kunne sende til hinanden.
- Håndskrift

Det var også muligt at skrive med håndskrift med musen i samtale-vinduet i de seneste versioner af Messenger.